# Boom van Jesse

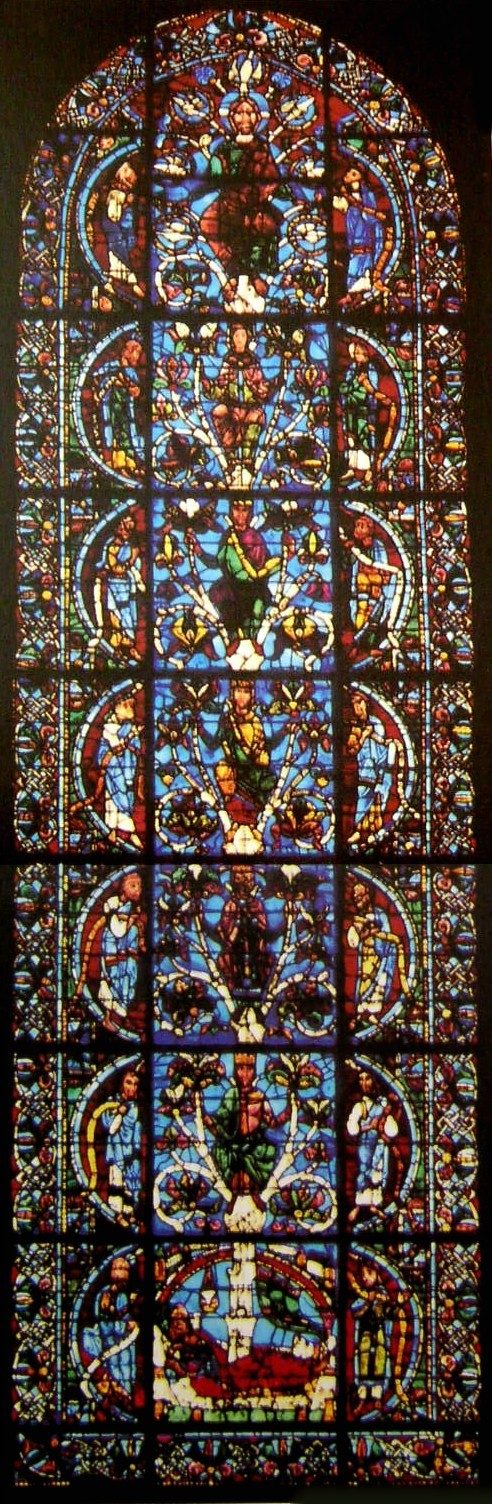
De oudste nog bestaande complete boom van Jesse is deze in de Kathedraal van Chartres uit 1145

De boom van Jesse is een Bijbelse benaming voor de nakomelingen van Isaï ofwel Jesse waartoe ook Jezus van Nazaret behoort.

## Bijbelse vermeldingen
In de stambomen van de evangelisten Matteüs (1:1-7) en Lucas (3:23-38) wordt gezegd, dat Jezus via Jozef afstamt van koning David en diens vader Isaï. De Hebreeuwse naam Isaï wordt in het Grieks en Latijn vertaald als Jesse. In Jesaja 11:1 staat: "Een twijg ontspruit aan de stronk van Isaï (Jesse), een telg ontbloeit aan zijn wortels."

## Iconografie
Vanaf de elfde eeuw komen er voorstellingen op, waarin Jesse ligt te rusten of te slapen. Uit zijn borst komt een wortel, die zich vertakt tot een grote boom. In de takken van die boom zitten de koningen van Juda verborgen. De top van de boom wordt gevormd door Maria en haar kind Jezus. Soms zijn er ook enkele profeten en vrouwen uit het Oude Testament afgebeeld. De voorstelling is naar de Bijbelteksten Jesaja 11:1-2 en van Mattheus 1:6-16. Uit het lichaam van Jesse ontspringt de boom met op zijn takken de twaalf koningen van Juda: David, Salomo, Rehabeam, Abia, Asa, Jehosafat, Joram, Uzzia en Jotam, Achaz, Hizkia en Manasse. In de Kathedrale basiliek Sint Jan van Den Bosch is op een pilaar een 14e-eeuwse kleurentekening te zien, in de kooromgang aan de noordzijde, van de Boom van Jesse, die nog heel goed bewaard is gebleven.

## Virga Jesse
De Latijnse benaming voor twijg of loot van Jesse luidt Virga Jesse. Strikt genomen is met Virga Jesse dus Jezus bedoeld. In een Virga Jesseprocessie, onder andere in het Vlaamse Hasselt, speelt echter ook de Maagd Maria een grote rol. Misschien hangt dit samen met de gelijkenis van Virga en Virgo (=maagd). Men spreekt ook wel van Maria van (de Boom van) Jesse, bijvoorbeeld in de Maria van Jessekerk te Delft en de Ommegang in Delft ter ere van Maria van Jesse.

## Galerij

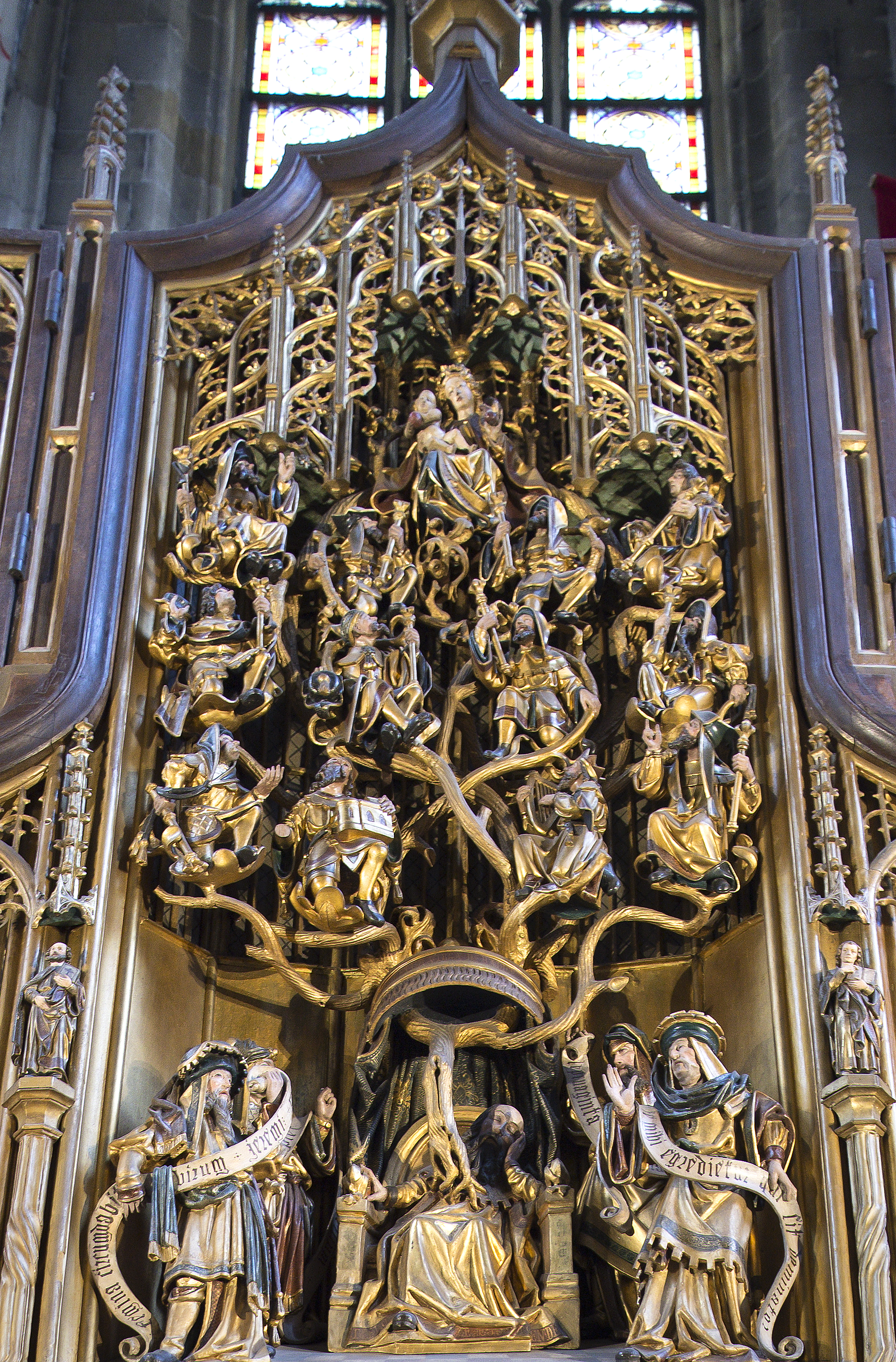
De boom van Jesse, in het Mariaretabel in de Sint-Laurentiuskerk (Bocholt)